# ACA-VDCA Cricket Stadium
Das ACA-VDCA Cricket Stadium, auch benannt als Dr. Y. S. Rajashekhar Reddy International Cricket Stadium, ist ein Cricket-Stadion in Visakhapatnam, Indien.

## Kapazität & Infrastruktur
Das Stadion hat eine Kapazität von 27.500 Plätzen und ist mit einer Flutlichtanlage ausgestattet. Die beiden Wicketenden sind das Vizzy End und das DV Subba Rao End.

## Internationales Cricket
Das erste One-Day International wurde hier im April 2005 zwischen Indien und Pakistan ausgetragen. Seitdem war es Spielstätte mehrerer internationaler Begegnungen. Das erste Test-Match in diesem Stadion fand im November 2016 zwischen Indien und England statt.

## Nationales Cricket
Das Stadion ist die Heimstätte von Andhra Pradesh im nationalen indischen Cricket. Auch war es Austragungsstätte für Zahlreiche IPL-Teams. Dazu zählen Deccan Chargers, Sunrisers Hyderabad, Rising Pune Supergiants und Mumbai Indians.